# أحمد ماهر وريدات
أحمد ماهر وريدات (مواليد 22 يوليو 1991) لاعب كرة قدم فلسطيني. يجيد اللعب في مركز الوسط مع منتخب فلسطين الوطني ونادي الوحدات في الدوري الأردني. وهو يحمل شرف كونه أول فلسطيني يسجل في دوري أبطال آسيا حيث سجل في الفوز 2–1 للوحدات على بنغالورو في فبراير عام 2017.
ساعد وريدات منتخب بلاده على كسب المركز الثالث في كأس الفلبين للسلام يوم 6 سبتمبر 2014.

## الأهداف الدولية
| #  | التاريخ       | المكان                       | الخصم          | النتيجة | الحصيلة | المنافسة                |
| -- | ------------- | ---------------------------- | -------------- | ------- | ------- | ----------------------- |
| 1. | 3 سبتمبر 2014 | ملعب ريزال التذكاري، مانيلا  | ميانمار        | 1–4     | 1–4     | كأس الفلبين للسلام 2014 |
| 2. | 6 سبتمبر 2014 | ملعب ريزال التذكاري، مانيلا  | تايبيه الصينية | 2–0     | 7–3     | كأس الفلبين للسلام 2014 |
| 3. | 6 سبتمبر 2014 | ملعب ريزال التذكاري، مانيلا  | تايبيه الصينية | 4–3     | 7–3     | كأس الفلبين للسلام 2014 |
| 4. | 6 سبتمبر 2014 | ملعب ريزال التذكاري، مانيلا  | تايبيه الصينية | 6–3     | 7–3     | كأس الفلبين للسلام 2014 |
| 5. | 6 سبتمبر 2014 | ملعب ريزال التذكاري، مانيلا  | تايبيه الصينية | 7–3     | 7–3     | كأس الفلبين للسلام 2014 |
| 6. | 6 أكتوبر 2014 | ملعب كانتشينجونغا، سيليغوري  | الهند          | 2–2     | 3–2     | ودية                    |
| 7. | 28 مارس 2017  | ملعب كرة القدم الوطني، ماليه | المالديف       | 1–0     | 3–0     | تصفيات كأس آسيا 2019    |
| 8. | 28 مارس 2017  | ملعب كرة القدم الوطني، ماليه | المالديف       | 2–0     | 3–0     | تصفيات كأس آسيا 2019    |

## ألقاب شرفية

### شباب الظاهرية
- الدوري الفلسطيني الممتاز للضفة الغربية: 2012–13

### فردية
- كأس الفلبين للسلام: الهداف برصيد 5 أهداف

## وصلات خارجية
- أحمد ماهر وريدات على موقع قاعدة بيانات كرة القدم.إي يو (الإنجليزية)
- أحمد ماهر وريدات على موقع ناشيونال فوتبول تيمز (الإنجليزية)
- أحمد ماهر وريدات على موقع Soccerway.com (الإنجليزية)